# Оїдіум винограду
Оїдіум або борошниста роса — широко розповсюджена і дуже небезпечна хвороба винограду. Збудник її завезений в Європу із Північної Америки в середині XIX століття з посадковим матеріалом. Вперше виявлена хвороба у 1845 році в Англії, а через 2 роки — у Франції. В ті ж роки оїдіум виявлений на виноградниках Іспанії, Італії, Швейцарії, Німеччини.

## Збудник хвороби у винограду
Збудник оїдіума — сумчастий гриб Uncinula necator, який відноситься до порядку Erysiphales. Зимує у вигляді грибниці на вражених пагонах і в бруньках між лусочками. Навесні гіфи починають рости і на молодих листках і пагонах з'являються перші плями нальоту гриба. Uncinula necator розвивається екзогенно, тобто, тільки на поверхні тканин. Сірий наліт являє собою тонкі гіфи гриба. На них утворюються численні прямостоячі конідієносці циліндричної форми, трохи розширені зверху. На кінцях конідієносців розвиваються ланцюжки овальних одноклітинних безбарвних спор розміром 25-30 Х 8-9 мкм.
Конідієспори легко відпадають, розносяться вітром і викликають нове зараження винограду. Спори проростають при відносній волозі повітря від 25 до 100 % (оптимальна 70-95 %) в широкому діапазоні температур — від 5 до 40 °C (оптимальна 16-25 °C.
Проростаючи, спори утворюють гіфи, які розвиваються в міцелій. До поверхні тканин міцелій прикріпляється особливими присосками (аспресоріями), від яких всередину тканин проникають гаусторії. З їх допомогою гриб поглинає поживні речовини з клітини епідерміса. Гаусторії гриба легко проникають в тканини при зниженому тургорі клітин рослини, тобто в період посухи і в'янення. Тому оїдіум інтенсивно розвивається в посушливі роки і в районах з малою кількістю опадів.
Через 4-12 днів від моменту зараження на грибниці з'являється конідіальне спороношення, розвиток якого залежить від метеорологічних умов. Конідії можуть виникати при температурі від 8-30 °C. Оптимальна відносна вологість повітря для утворення спор 60-80 %. При температурі вище 30 °C і вологості нижче 40 % спостерігається масова загибель конідій і конідієносців. Тому під час сухих вітрів розвиток оїдіума припиняється. Особливо сильно розвивається хвороба при високій відносній вологості повітря і теплій безвітряній погоді в районах, які розміщені на березі моря, озер, річок.
Восени на вражених тканинах збудник оїдіума утворює кулясті темно-коричневі плодові тіла — клейстокарпії з сумками і сумкоспорами. Клейстокарпії тримаються за допомогою спірально закручених придатків. Клейстокарпії величиною від 75 до 105 мкм містять по 3-4 сумки яйцеподібно-овальної форми з 6-7 овальними спорами кожна. Клейстокарпії легко змиваються дощем. Потрапляючи в ґрунт, вони руйнуються ґрунтовими мікроорганізмами. Тому при зимівлі вони грають незначну роль. Зимові температури нижче 25 °C викликають смерть міцелія, який зимує на поверхні пагонів і в бруньках.

## Симптоми хвороби у винограду
Оїдіум вражає всі зелені органи винограду: листки, пагони, вусики, гребені, суцвіття, плодоніжки і ягоди.
Вражені листки вкриваються з верхнього боку сіруватим нальотом, який легко стирається. З'являються окремі плями, які зливаються і займають весь верхній бік листової пластини. Потім наліт розповсюджується на нижній бік листків, на черешки, пагони.
Тканини вражених ділянок відмирають. Вражені листки перестають рости, стають крихкими, їхні краї часто загинаються доверху, листки сохнуть і відпадають.
Зелені пагони також вкриваються сірим борошнистим нальотом, під яким з'являються бурі плями неправильної форми. Ріст пагонів призупиняється. В міру дозрівання вражені ділянки набувають червонувато-коричневого кольору.
Вражені суцвіття, вусики, гребені і плодоніжки також вкриваються сіруватим нальотом. При сильному розвитку хвороби суцвіття засихають і відпадають.
Найнебезпечніший розвиток оїдіума на ягодах, на яких утворюється сірий борошнистий наліт. При стиранні він дає специфічний рибний запах. На враженій шкірці ягоди з'являються численні брудно-сірі цятки, які утворюють плями неправильної форми. Вражена шкірка перестає рости, під тиском здорових тканин м'якоті вона розтріскується і оголюється насіння. Сухої погоди такі ягоди засихають, а вологої — загнивають.

## Боротьба з оїдіумом винограду
Розвиток оїдіума і його шкідливість тісно пов'язані з екологічними умовами, особливостями агротехніки винограду і сортовим складом насаджень. Епіфітотії хвороби частіше виникають в посушливі роки, коли рослини послаблені. Часта зміна посушливих і вологих періодів особливо сприятливі для розвитку оїдіума. Шкідливість хвороби різко збільшується на загущених виноградниках при несвоєчасній підв'язці пагонів, при загущеній кроні, при внесені незбалансованих за вмістом азоту, фосфору і калію добрив. Надлишок азотних добрив сприяє більш активному і довшому росту кущів, що призводить до збільшення враження їх оїдіумом.
Органічні системні пестициди, які стимулюють ріст і розвиток виноградних кущів, також затягують вегетацію рослин і сприяють чутливості до оїдіуму.
У сприятливі для розвитку оїдіума роки хвороба розвивається по типу епіфітотії і може пошкодити весь листовий апарат, пагони і урожай.
Проти оїдіума застосовується система агротехнічних і хімічних захисних заходів. Агрозаходи, які сприяють хорошому провітрюванню кущів (підв'язка пагонів. обломка, пасинкування, боротьба з бур'янами) зменшує інтенсивність розвитку оїдіума.
Під час вегетації винограду проти оїдіумом застосовують такі фунгіциди: Атем С, Байлетон, Вектра, Імпакт, Каратан ЄЦ, Кумулус, Стробі, Топаз, Топсин, Фалькон, Флінт, Фольпан.